# Södermanlands runinskrifter 332
Södermanlands runinskrifter 332 är en vikingatida runristat jordfast stenblock i Skämby, Åkers socken och Strängnäs kommun. Stenen är cirka 2 meter gånger 1,5 meter. Runhöjden är cirka 8 centimeter. Ristningen är svårläst på grund av den är grunt ristat och också söndervittrad. Sö 332 finns cirka 10 meter öster om Sö 331.

## Inskriften
Translitterering av runraden:
...-þb-urn · lit · kira · mirki · þ-si ...-... ...u-mlaug sun -in
Normalisering till runsvenska:
[Gu]ðb[i]orn(?) let gærva mærki þ[e]ssi [at H]o[l]mlaug, sun [s]inn.
Översättning till nusvenska:
Gudbjörn(?) lät göra dessa märken efter Holmlög, sin son.